# Мемфіс (Міссурі)
Мемфіс (англ. Memphis) — місто (англ. city) в США, в окрузі Скотланд штату Міссурі. Населення — 1731 особа (2020).

## Географія
Мемфіс розташований за координатами 40°27′39″ пн. ш. 92°10′12″ зх. д. / 40.46083° пн. ш. 92.17000° зх. д. (40.460798, -92.169929).  За даними Бюро перепису населення США в 2010 році місто мало площу 4,05 км², з яких 4,04 км² — суходіл та 0,02 км² — водойми.

## Демографія
Згідно з переписом 2010 року, у місті мешкали 1822 особи в 813 домогосподарствах у складі 466 родин. Густота населення становила 450 осіб/км².  Було 994 помешкання (245/км²).
Расовий склад населення:
| - 98,5 % — білих - 0,5 % — корінних американців - 0,2 % — чорних або афроамериканців - 0,1 % — азіатів |

До двох чи більше рас належало 0,8 %. Частка іспаномовних становила 0,2 % від усіх жителів.
За віковим діапазоном населення розподілялося таким чином: 24,0 % — особи молодші 18 років, 52,7 % — особи у віці 18—64 років, 23,3 % — особи у віці 65 років та старші. Медіана віку мешканця становила 43,8 року. На 100 осіб жіночої статі у місті припадало 80,6 чоловіків;  на 100 жінок у віці від 18 років та старших — 76,9 чоловіків також старших 18 років.
Середній дохід на одне домашнє господарство  становив 37 587 доларів США (медіана — 33 464), а середній дохід на одну сім'ю — 44 063 долари (медіана — 44 306). Медіана доходів становила 30 060 доларів для чоловіків та 30 000 доларів для жінок. За межею бідності перебувало 23,1 % осіб, у тому числі 31,8 % дітей у віці до 18 років та 10,5 % осіб у віці 65 років та старших.
Цивільне працевлаштоване населення становило 814 особи. Основні галузі зайнятості: освіта, охорона здоров'я та соціальна допомога — 37,8 %, роздрібна торгівля — 9,7 %, виробництво — 8,2 %, транспорт — 7,4 %.